# Europaspiele 2023/Teilnehmer (Liechtenstein)
| Gelbes Symbol für Goldmedaillen mit stilisierten Olympischen Ringen | Graues Symbol für Silbermedaillen mit stilisierten Olympischen Ringen | Braundes Symbol für Bronzemedaillen mit stilisierten Olympischen Ringen |
| ------------------------------------------------------------------- | --------------------------------------------------------------------- | ----------------------------------------------------------------------- |
| —                                                                   | —                                                                     | —                                                                       |

Liechtenstein nahm mit 7 Athleten an den Europaspielen 2023 in Krakau teil.

## Teilnehmer nach Sportarten

### Leichtathletik
| Team          | Wettbewerb  | Wettbewerb | Punkte | Punkte | Punkte | Punkte | Punkte | Punkte | Punkte     | Punkte    | Punkte    | Punkte      | Punkte           | Punkte      | Punkte    | Punkte     | Punkte     | Punkte         | Punkte     | Punkte     | Punkte     | Punkte | Rang |
| Team          | Wettbewerb  | Wettbewerb | 100 m  | 200 m  | 400 m  | 800 m  | 1500 m | 5000 m | 110 m Hü.* | 400 m Hü. | 4 × 100 m | 4 × 400 m** | 3000 m Hindernis | Kugelstoßen | Speerwurf | Hammerwurf | Diskuswurf | Stabhochsprung | Hochsprung | Dreisprung | Weitsprung | Gesamt | Rang |
| ------------- | ----------- | ---------- | ------ | ------ | ------ | ------ | ------ | ------ | ---------- | --------- | --------- | ----------- | ---------------- | ----------- | --------- | ---------- | ---------- | -------------- | ---------- | ---------- | ---------- | ------ | ---- |
| Liechtenstein | 3. Division | Männer     | —      | —      | —      | —      | —      | —      | —          | —         | —         | —           | —                | —           | 11        | —          | —          | —              | —          | —          | 6          | 32     | 15   |
| Liechtenstein | 3. Division | Frauen     | —      | —      | 2      | —      | 2      | —      | —          | —         | —         | —           | —                | —           | —         | —          | 11         | —              | —          | —          | —          | 32     | 15   |

* Die Frauen traten über 100 m Hürden, statt 110 m Hürden an.
** Die 4 × 400 m waren ein Mixed-Wettkampf.

#### Einzelresultate
| Wettbewerb | Männer           | Männer      | Männer      | Männer      | Frauen         | Frauen         | Frauen         | Frauen         |
| Wettbewerb | Athlet           | Ergebnis    | Rang        | Rang Gesamt | Athletin       | Ergebnis       | Rang           | Rang Gesamt    |
| ---------- | ---------------- | ----------- | ----------- | ----------- | -------------- | -------------- | -------------- | -------------- |
| 400 m      | kein Athlet      | kein Athlet | kein Athlet | kein Athlet | Nadine Stüber  | 1:00,29 min    | 14             | 45             |
| 1500 m     | kein Athlet      | kein Athlet | kein Athlet | kein Athlet | Sienna Zobel   | 5:04,54 min    | 14             | 45             |
| Diskuswurf | kein Athlet      | kein Athlet | kein Athlet | kein Athlet | Jule Insinna   | 45,68 m        | 05             | 32             |
| Weitsprung | Matthias Verling | 6,37 m SB   | 10          | 40          | keine Athletin | keine Athletin | keine Athletin | keine Athletin |
| Speerwurf  | Matthias Verling | 59,40 m     | 05          | 36          | keine Athletin | keine Athletin | keine Athletin | keine Athletin |

### Synchronschwimmen
| Athlet                    | Wettbewerb            | Qualifikation | Qualifikation | Finale   | Finale | Rang |
| Athlet                    | Wettbewerb            | Punkte        | Rang          | Punkte   | Rang   | Rang |
| ------------------------- | --------------------- | ------------- | ------------- | -------- | ------ | ---- |
| Frauen                    |                       |               |               |          |        |      |
| Noemi Büchel Leila Marxer | Duett freies Programm | 174,0813      | 9             | 154,1395 | 9      | 9    |
| Noemi Büchel Leila Marxer | Duett techn. Programm | —             | —             | 174,3633 | 13     | 13   |

Ersatz: Nadina Klauser